# تاكاياسو كاواإي
تاكاياسو كاواإي (باليابانية: 河合 崇泰) (مواليد 7 مارس 1977)، هو لاعب كرة قدم ياباني سابق كان يلعب كلاعب وسط.

## وصلات خارجية
- تاكاياسو كاواإي على موقع رابطة كرة القدم اليابانية للمحترفين (اليابانية)
- تاكاياسو كاواإي على موقع عالم كرة القدم.نت (الإنجليزية)